# Vùng che khuất

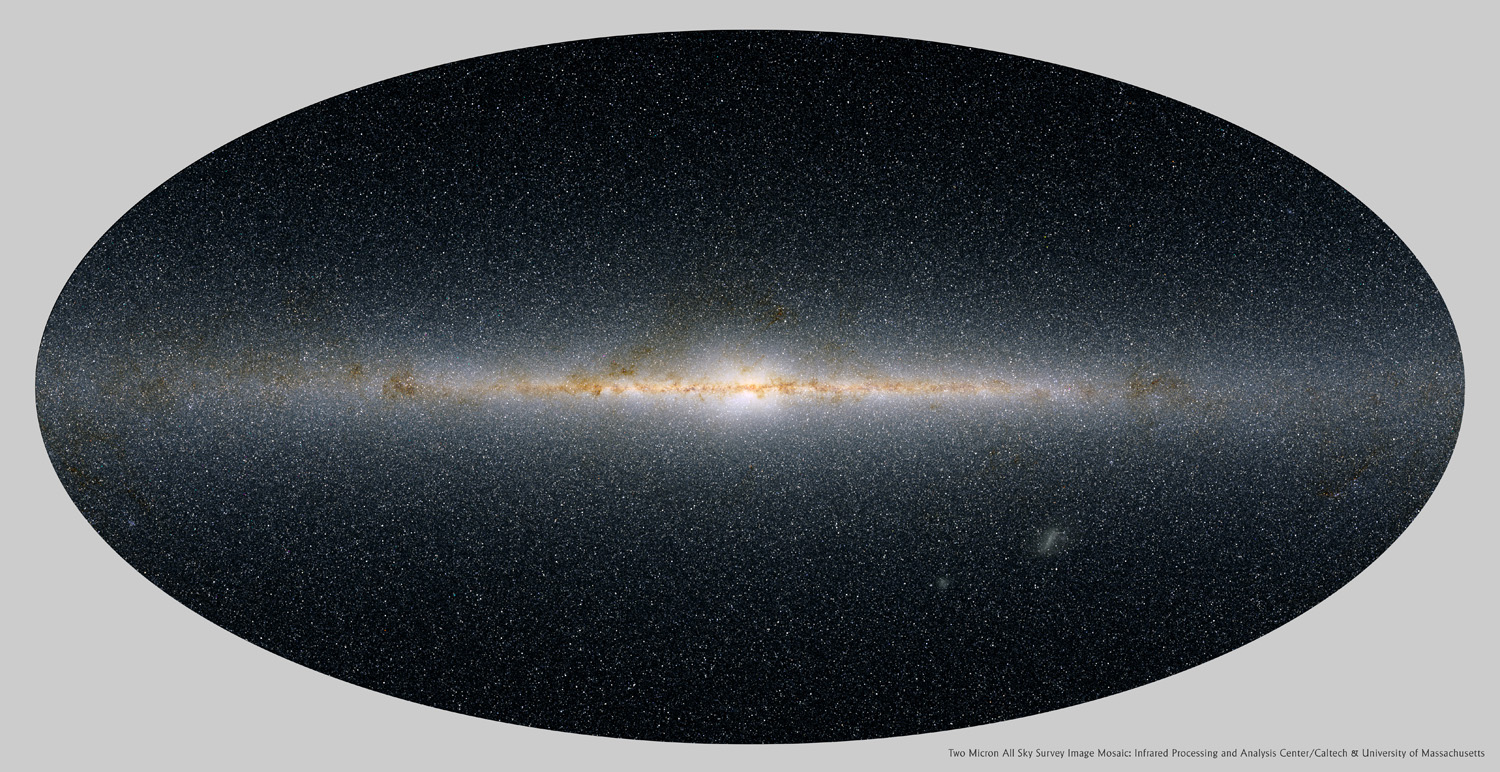
Dải Ngân hà tạo ra Vùng che khuất cho các nhà quan sát địa phương.

Vùng che khuất (ZOA) là khu vực bầu trời bị che khuất bởi dải ngân hà.
Vùng che khuất ban đầu được gọi là Khu vực ít tinh vân trong một bài báo năm 1878 của nhà thiên văn học người Anh Richard Proctor có đề cập đến việc phân phối "tinh vân" trong Danh mục chung về tinh vân của John Herschel.

## Lý lịch
Khi quan sát không gian từ Trái đất, hiện tượng suy giảm, bụi liên sao và các ngôi sao trong mặt phẳng của Dải Ngân hà (mặt phẳng thiên hà) cản trở tầm nhìn của khoảng 20% bầu trời ngoài vũ trụ ở các bước sóng khả kiến. Do đó, danh mục các thiên hà quang học thường không hoàn chỉnh gần với mặt phẳng thiên hà.

## Sự phát triển hiện đại
Nhiều dự án đã cố gắng thu hẹp khoảng cách về kiến thức do Vùng che khuất. Bụi và khí trong Dải Ngân hà gây ra sự suy giảm ở bước sóng quang và các ngôi sao tiền cảnh có thể bị nhầm lẫn với các thiên hà nền. Tuy nhiên, ảnh hưởng của sự suy giảm ở các bước sóng dài hơn, chẳng hạn như hồng ngoại và Dải Ngân hà có hiệu quả trong suốt ở các bước sóng vô tuyến. Các khảo sát trong vùng hồng ngoại, như IRAS và 2MASS, đã đưa ra một bức tranh đầy đủ hơn về bầu trời ngoài vũ trụ. Hai thiên hà rất lớn gần đó, Maffei 1 và Maffei 2, đã được phát hiện trong Vùng che khuất bởi Paolo Maffei thông qua sự phát xạ hồng ngoại của chúng vào năm 1968. Mặc dù vậy, khoảng 10% bầu trời vẫn khó khảo sát vì các vật thể ngoài vũ trụ có thể bị nhầm lẫn với các ngôi sao trong Dải Ngân hà.
Các dự án khảo sát Vùng che khuất ở bước sóng vô tuyến, đặc biệt là sử dụng đường phát xạ 21 cm đảo spin của hydro nguyên tử trung tính (được gọi theo cách nói thiên văn là HI), đã phát hiện nhiều thiên hà không thể phát hiện được thông qua tia hồng ngoại. Ví dụ về các thiên hà được phát hiện từ phát xạ HI của chúng bao gồm Dwingeloo 1 và Dwingeloo 2, được phát hiện lần lượt vào năm 1994 và 1996.